# Пасленк (станция)
Пасленк (пол. Pasłęk) — пассажирская и грузовая железнодорожная станция в городе Пасленк, в Варминьско-Мазурском воеводстве Польши. Имеет 1 платформу и 2 пути.
Станция на железнодорожной линии Богачево — Ольштын, построена в 1882 году.